# Међународна група лекара за превенцију нуклеарног рата
Међународна група лекара за превенцију нуклеарног рата (ИППНВ) је нестраначка федерација националних медицинских група активна у 63 земље, која представља лекаре, студенте медицине, друге здравствене раднике и забринуте људе који деле циљ стварања мирнијег и безбеднијег света ослобођен од претње нуклеарног уништења. Седиште организације је у Малдену, Масачусетс. Организација је добила Нобелову награду за мир 1985.
ИППНВ чланице су националне медицинске организације са заједничком посвећеношћу укидању нуклеарног оружја и спречавању рата. Огранци се крећу по величини од шачице посвећених лекара и студената медицине до десетина хиљада активиста и њихових присталица. Као независне организације унутар глобалне федерације, чланице организације се баве широким спектром активности које се односе на рат, здравство, социјалну правду и заштиту животне средине.

## Историја
Копредседници-оснивачи су Бернард Лаун из Сједињених Држава и Јевгениј Чазов из Совјетског Савеза са сарадницима из више држава. Организовали су тим за спровођење научног истраживања на основу података које су прикупиле јапанске колеге који су проучавали ефекте атомских бомби бачених на Хирошиму и Нагасаки, и ослањали се на њихово знање о медицинским ефектима опекотина, експлозија и тровања радијацијом.
У првих пет година, ИППНВ је, блиско сарађујући са својим америчким филијалом Physicians for Social Responsibility и ИППНВ-Русија, образовао здравствене раднике, политичке лидере и јавност о медицинским и еколошким последицама нуклеарног рата . За ово деловање, који је ујединио лекаре широм хладноратовске поделе, ИППНВ је добио Унескову награду за мировно образовање 1984. и Нобелову награду за мир 1985. Нобелов комитет је, у свом саопштењу о додели награде, рекао да је ИППНВ „учинио значајну услугу човечанству ширењем ауторитативних информација и стварањем свести о катастрофалним последицама атомског рата“.
Организација је покренула Међународну кампању за укидање нуклеарног оружја (ИЦАН) 2007. године и сада је водећа медицинска невладина организација која води кампању за глобални споразум о забрани и елиминацији нуклеарног оружја, заједно са више од 200 хуманитарних, еколошких, људских права, организација за мир и развој у више од 80 земаља. Организација је добила Нобелову награду за мир 2017.
Глобална кампања за забрану нагазних мина означила је први велики улазак организације у ненуклеарну арену. Федерација се ангажовала у решавању проблема малокалибарског насиља 2001. године када је покренула Aiming for Prevention.
Као део циљања за превенцију, ИППНВ је учествовао у широкој глобалној коалицији организација цивилног друштва која је успешно водила кампању за усвајање Споразума о трговини оружјем (АТТ). Организација је активан учесник у Алијанси за превенцију насиља Светске здравствене организације и координира Мрежу за јавно здравље Међународне акционе мреже за малокалибарско оружје (ИАНСА).